# Tinodes igok
Tinodes igok är en nattsländeart som beskrevs av Douglas E. Kimmins 1955. Tinodes igok ingår i släktet Tinodes och familjen tunnelnattsländor. Inga underarter finns listade i Catalogue of Life.